# Strafferet
Strafferet (også kaldet kriminalret) et offentligretligt retsområde. Strafferet betegner den juridiske disciplin, der omhandler kriminalitet og dens følger, og som giver mulighed for at idømme lovovertræder en straf. Sådan står strafferetten i modsætning til civilretten.
Gennem strafferetten ønsker man fra lovgivers side reguleringen af de typer af adfærd der strider mod retsnormen (fr). Det drejer sig mest iøjnefaldende om vold, tyveri, bedrageri, rufferi og mord samt voldtægt. Samtidig er det strafferetten, der udstikker rammerne for den danske straffelov, og herigennem for politi- og anklagemyndighedens praksis.
I dansk strafferet er sanktionen for en lovovertrædelse, der fører til domfældelse, typisk enten bøde eller frihedsstraf. Strafferet er tematisk beslægtet med kriminologi. Men strafferet og erstatningsret udgør to forskellige juridiske discipliner, for erstatningsret er en formueretlig (privatretlig) disciplin.

## Strafferet ifølgeJuridisk Ordbog
Specialleksikonet Juridisk Ordbog definerer strafferet som "Den del af retssystemet, der omfatter reglerne om forbrydelse og straf; dvs. betingelserne for strafansvar og de strafferetlige sanktioners beskaffenhed, fastsættelse og fuldbyrdelse. Et tilgrænsende fagområde er kriminalpolitik."

## Strafferetlige love
Den centrale strafferetlige lovgivning i dansk strafferet findes i straffeloven; idet straffeloven udgør den generelle lov, lex generalis. Dertil kommer en lang række speciallove (også betegnet lex specialis): Eksempelvis færdselsloven og knivloven samt våbenloven, der også giver mulighed for at idømme straf. Ydermere giver udlændingeloven hjemmel til at idømme en kriminel udlænding udvisning. Endelig findes der en militær straffelov.
Af øvrige strafferetlige speciallove findes jagtloven og lov om euforiserende stoffer. Hertil kommer gældsinddrivelsesloven, og politiloven samt straffuldbyrdelsesloven og voldsofferloven samt evt. konkursloven. Desuden findes ændringslov nr 1174 af 08/06/2021. Endvidere er retsplejeloven samt anerkendelses- og fuldbyrdelsesloven samt Grundloven samt Menneskrettighedskonventionen (EMRK) også relevante for strafferet. Endelig hører ægtefælleskifteloven og dødsboskifteloven også til strafferetlige love.

## Strafferetlige principper

### Kodificerede
- Det strafferetlige legalitetsprincip
  - Det følger af det strafferetlige legalitetsprincip, at en idømt straf skal have hjemmel i en lov: ingen straf uden lov;[30] jf. straffeloven § 1, 1. pkt.[8] Se også Grundloven § 71, stk. 2, der fastsætter, at frihedsberøvelse kun kan ske med hjemmel i lov.[25]

- Princippet om forbud mod dobbelt straf er formuleret i EU's Charter om Grundlæggende Rettigheder art. 50;[31][32] og desuden i art. 4 i Tillægsprotokol nr. 7 til EMRK.[33][34] Dette princip har medført, at sager er blevet afvist af domstole; se fx Højesteret afviser sag mod kvinde, der delte billede af blotter, for man kan ikke tiltales to gange i den samme sag.[35][36]

- Der gælder uskyldsformodning og ret til et forsvar, hvilket er formuleret i EU's Charter art. 48;[37] og i EMRK artikel 6, stk. 2.[38]
  - I tilknytning til uskyldsformodningen gælder der forbud mod selvinkriminering.[39]
- Princippet om forbud mod straf med tilbagevirkende kraft er kodificeret i EMRK art. 7.[40][41]

- Ifølge objektivitetsprincippet har anklagemyndigheden og politiet pligt til at efterforske på objektivt grundlag;[42] hvilket indebærer pligt til også at finde beviser, som taler for den sigtedes uskyld, jf. retsplejeloven (RPL) § 96, stk. 2.[43]

- En anholdelse skal være så skånsom som mulig, jf. RPL § 758, stk. 1.[44]
- En straffesag føres efter principper om mundtlighed og offentlighed, jf. Grundloven § 65, stk. 1.[45]
- Efter ensretningsprincippet i RPL § 992 skal spørgsmål om erstatning afgøres »i samme retning« som spørgsmålet om straf.[46]

### Øvrige
Der findes flere andre strafferetlige principper. Der gælder også der et princip om forbud mod analogi; der gælder yderligere et forbud mod vilkårlighed. Yderligere gælder der en række strafferetlige ansvarsbetingelser.
Der gælder princippet om, at rimelig tvivl skal komme den tiltalte til gode.
Det følger af den materielle sandheds princip, at domstolen skal finde frem til sandheden.
Uvidenhed om loven kommer dig til skade, for uvidenhed om, hvorvidt en handling er ulovlig, fritager ikke for straf; retsvildfarelse er strafbar.

## Strafferetlige begreber
- Aberratio ictus betegner det at have til hensigt at ramme én person, men ramme en anden person med fx et skydevåben.[55]
- Hvis en person er sigtet for flere forbrydelser kan der ske absorption af den mindre straf;[56] eller der kan dømmes i sammenstød.[57]
- Det er en skærpende omstændighed, hvis gerningen er begået "af flere i forening", jf. straffeloven § 81, nr. 2.[58]
- Tilregnelse forudsætter enten uagtsomhed, hvis der er særlig hjemmel eller forsæt, hvilket er langt hyppigere:[59]
  - Til de vigtigste typer forsæt hører direkte forsæt og sandsynlighedsforsæt;[60][61] foruden to typer af eventualitetsforsæt: Hypotetisk forsæt og positiv indvilligelse.[62]
- For nogle forbrydelser gælder der fremrykket fuldbyrdelsesmoment;[63] det gælder bl.a. straffelovens § 166 om at forfalske penge.[64]
- Der findes flere typer vildfarelse;[65][66] hvoraf faktisk vildfarelse kan medføre straffrihed.[67][68]
- Når domstolen har fundet, at en tiltalt er skyldig i flere forbrydelser, så sker strafudmåling efter princippet modereret kumulation;[69] som minder om mængderabat.[70]